# 3101 Ґолдберґер
3101 Ґолдберґер (3101 Goldberger) — астероїд головного поясу, відкритий 11 квітня 1978 року.
Тіссеранів параметр щодо Юпітера — 3,711.